# طاجن كباب
طاجن كباب (أيضًا طاسة كباب أو طاجن كبابي) هي يخنة لحم تركية. يتم طبخها وتقديمها في العديد من البلدان منها البلقان وإيران، بطريقة طهي مختلفة. تطهي إما من لحم العجل أو لحم الضأن.

## وصلات خارجية
طاجن كباب